# Microrregión de Pires do Rio
La microrregião de Pires do Rio es una de las microrregiones del estado brasileño de Goiás perteneciente a la mesorregión Sur Goiano. Su población fue estimada en 2006 por el IBGE en 94.452 habitantes y está dividida en diez municipios. Posee un área total de 9.418,370 km². Siendo el municipio más poblado Pires do Rio.

## Municipios
- Cristianópolis
- Gameleira de Goiás
- Orizona
- Palmelo
- Pires do Rio
- Santa Cruz de Goiás
- São Miguel do Passa-Quatro
- Silvânia
- Urutaí
- Vianópolis

- Datos: Q201220